# Eduard Kuhlo

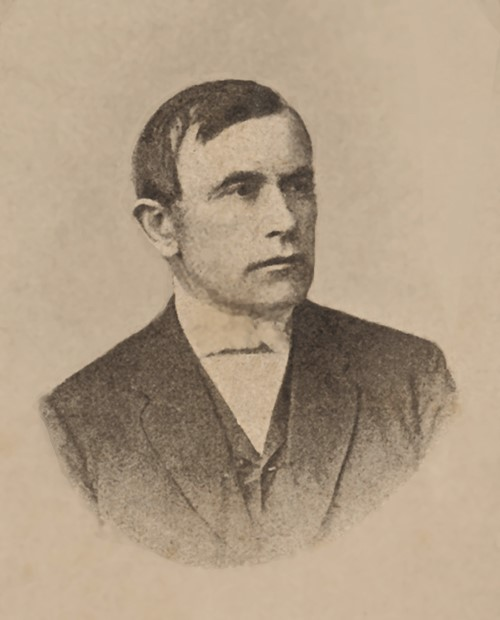
Eduard Kuhlo

Karl Eduard Gotthilf Kuhlo (* 21. Dezember 1822 in Gütersloh; † 19. März 1891 in Gohfeld (heute Stadtteil von Löhne)) war ein deutscher evangelischer Pfarrer und Mitbegründer der evangelischen Posaunenchorbewegung, die im Rahmen der pietistischen Erweckungsbewegung in Minden-Ravensberg entstand.

## Leben

### Herkunft und Jugend
Die Familie Kuhlo ist seit vielen Generationen im Ravensberger Land ansässig. Der Stammhof der Familie befindet sich in Halstern bei Mennighüffen und wurde schon 1638 in alten Aufzeichnungen erwähnt. Eduard Kuhlos Vater Karl Philipp Kuhlo (1786–1868) kam von jenem Hof nach Gütersloh und wurde dort Rektor der Knabenschule und Kantor der Kirchengemeinde. Seine Mutter war Katharine Agnese geb. Zumwinkel (1786–1867). Eduard war der jüngste Sohn. Der Vater war musikalisch begabt und unterrichtete Eduard wie auch seinen Bruder Karl im Klavierspiel. Durch seinen Vater bekam Eduard Kuhlo schon als Kind Kontakt zu Johann Heinrich Volkening, der ihm zeitlebens ein väterlicher Freund war. 1828 zog die Familie nach Heepen bei Bielefeld, wo der Vater Rektor und Küster wurde. In dieser ländlichen Umgebung wurde Eduard Kuhlo vertraut mit der plattdeutschen Sprache, was ihm in seinem späteren Dienst den Zugang zum einfachen Volk erleichterte. Er besuchte das Gymnasium in Bielefeld und machte 1842 das Abitur.

### Studium und erste Anstellungen
Auf seinen eigenen Wunsch und auch dem Wunsch des Vaters entsprechend studierte er in Berlin Theologie bei Ernst Wilhelm Hengstenberg und dem Kirchenhistoriker August Neander, die ihn durch ihre tiefe Frömmigkeit beeindruckten. Hier erlebte er eine Bekehrung und erkannte sich als begnadigten Sünder. Er war Mitglied der Singakademie und nahm wesentliche Impulse auf, die sich später auf die Auswahl seiner Notensammliungen auswirkten. Er sang dort Werke von Bach, Händel, Haydn, Mozart, Mendelssohn und anderen Komponisten. Anschließend studierte er ab 1844 in Bonn bei Karl Immanuel Nitzsch und Karl Heinrich Sack. Das 1. theologische Examen legte er im Herbst 1845 in Münster ab. Ihm wurde eine lebendige Bibelkenntnis und eine besondere Gabe zu „kräftig-volkstümlicher Rede“ bescheinigt. Anschließend half er seinem Vater beim Unterricht an der Heepener Schule. Im Herbst 1847 legte er das zweite Examen ab und ging am 1. November 1847 als Hilfsprediger nach Schildesche bei Bielefeld. Danach ging er als Hauslehrer auf das Rittergut Oberbehme bei Herford zur Familie von Laer, deren Tochter Ida von Laer er 1854 heiratete.

### Pfarrer
Am 10. April 1851 wurde er in Gohfeld (heute Stadtteil von Löhne) ordiniert und als Hilfsprediger an der heutigen Simeonkirche angestellt. Er wandte sich gegen Alkoholkonsum, was einige Gegner in der Gemeinde hervorrief. Erst nach Fürsprache des preußischen Königs Friedrich Wilhelm IV. wurde er am 12. Februar 1854 als Pfarrer in Gohfeld eingesetzt und heiratete Ida von Laer. Das Ehepaar bekam sechs Kinder: Elisabeth (1855–1914), Johannes (1856–1941), Karl (1858–1940), Anna (1862–1921), Auguste (* 1863) und Eduard (* 1867).
Eduard Kuhlo wirkte in Gohfeld als gemütstiefer und innigfrommer Bauernpastor und Seelsorger und redete schlicht und einfach. Sonntag nachmittags führte Kuhlo die Tradition der katechetisch gestalteten Bibelstunden weiter, an denen manchmal auch höher gestellte Personen wie ein Minister, der in Bad Oeynhausen zur Kur war, teilnahmen. Er förderte die Missionsarbeit im Ausland. Dies geschah durch Teilnahme an Missionsfesten. Er und seine Helfer gingen auch von Haus zu Haus in der Gemeinde, um für die Mission zu sammeln. Er setzte sich auch für die Innere Mission ein, in der es um die Jugendpflege, Wohlfahrtspflege und gegen Alkoholmissbrauch ging. Die aus der Schule entlassene Jugend sammelte er in Jünglings- und Jungfrauenvereinen, um sie vor sittlichen Gefahren zu bewahren. 1864 rief er den Gohfelder Jünglingsverein ins Leben, aus dem ein Jahr später ein Posaunenchor entstand. Eduard Kuhlo selbst spielte zeitlebens kein Blechblasinstrument, leitete jedoch die Posaunenchöre, indem er die einzelnen Stimmen vorsang.
Er förderte die religiöse Erbauung und den Gemeinschaftssinn durch das gesungene Wort, das in liturgischen Feiern zu Weihnachten, in der Passionszeit und am Totensonntag besonders zur Geltung kam. Er führte in seiner Gemeinde den mehrstimmigen Gesang ein, der bisher in den Landgemeinden nicht üblich war. Die musikalisch engagierten Jugendlichen entwickelten auch ein soziales Engagement, indem sie z. B. Kranke besuchten und ihnen Gesang und Posaunenspiel darboten. Mit Spenden konnte er 1887 ein Pflegehaus für die Gemeinde bauen, das heute noch besteht und nach ihm benannt wurde.

### Lebensabend
Nach dem Tod seiner Frau im Jahr 1889 ließen seine Kräfte nach. Im Winter 1890/91 ging er in seiner Gemeinde von Haus zu Haus, um eine Kollekte für die Barmer Mission einzusammeln. Dadurch erkrankte er schwer an einer Lungenentzündung und starb daran am 19. März 1891. Bei seiner Beerdigung spielte ein großer Posaunenchor von mehreren hundert Bläsern.

## Verdienste für die Posaunenchorbewegung

### Verbandsarbeit und Chorgründungen
Im Jahr 1860 wurde Eduard Kuhlo zum Kreispräses für den Kreisverband Minden-Ravensberg und Lippe im Verband der Rheinisch-westfälischen Jünglingsvereine gewählt. Der Verband war 1854 gegründet worden. In ihm waren die Jünglingsvereine und Posaunenchöre überregional organisiert. Eduard Kuhlo setzte sich sehr für die Gesangs- und Posaunenchöre ein. Er gründete neben dem Posaunenchor in Gohfeld auch mit seinem Sohn Johannes den Posaunenchor des Gymnasiums in Gütersloh, das seine Söhne besuchten. Außerdem half er vielen Posaunenchören in ihrer Gründungsphase. Zwischen 1865 und 1883 kam es in Westfalen zu 50 Posaunenchorgründungen, was auch seinem Wirken zu verdanken ist. Jährlich wurden Kreisfeste gefeiert, bei denen neben Johann Heinrich Volkening auch Eduard Kuhlo predigte. Beim 15. Kreisfest 1869 trafen sich 5000 Menschen nahe Bergkirchen bei Bad Salzuflen. 80 Bläser wurden dort von Eduard Kuhlo dirigiert.

### Herausgabe passender Notenliteratur
Ein weiteres Verdienst von Eduard Kuhlo war die Herausgabe einer einheitlichen Notensammlung für die Posaunenchöre. Aus verschiedenen Quellen trug er Choräle, Volkslieder und Motetten zusammen und erstellte handschriftliche Noten für seinen Gohfelder Chor. Neu war, dass die Bläser durch die bahnbrechende Idee von Johannes Kuhlo der Vereinheitlichung der Grundstimmung und der Einführung der klingenden Schreibweise statt aus Einzelstimmen, die handschriftlich geschrieben werden mussten, nun aus gedruckten Partiturbüchern spielen konnten. 1881 erschien das 303-seitige Posaunenbuch der Minden-Ravensberger Posaunenchöre, das den Posaunenchören eine umfangreiche Sammlung von Chorälen und Vortragsstücken bot. Eduard Kuhlos Klangideal beruhte auf dem Vokal-Imitationsprinzip. Im Gegensatz zu seinem Sohn Johannes räumte er auch den zylindrischen Instrumenten neben den konischen einen Platz ein.

### Sammeln der Bläser durch Posaunenfeste
Ab 1874 initiierte er Posaunentage, die meist am Himmelfahrtstag stattfanden. Der erste fand 1874 mit 250 Bläsern  in der Münsterkirche in Herford statt. Dafür arbeitete er das Programm aus. Neben Posaunenchören nahmen auch Männer-, Frauen- und gemischte Chöre mit Orgelbegleitung daran teil. So prägte er die Dienstgestalt der Posaunenchöre. Nach seinem Tod führte sein Sohn Johannes nach einer kurzen Pause diese Posaunenfeste weiter. Aus dieser Tradition entstanden die heutigen Posaunenfeste, die teilweise mit mehreren Tausend Bläsern stattfinden. Heute umfasst die Posaunenchorbewegung mehr als 117.000 Bläser, die in 29 Posaunenwerken und -verbänden organisiert sind. Diese sind seit 1994 im  Dachverband Evangelischer Posaunendienst in Deutschland (EPiD) zusammengefasst.